# 何异
何异（12世纪—13世纪），字同叔，号月湖，抚州崇仁人。南宋官员。

## 生平
绍兴二十四年（1154年）进士，调石城主簿，经历两个任期，知萍乡县。丞相周必大、参政留正准备让何异担任院辖，宋孝宗问有无可推荐的官员，留正等陈说何异治理萍乡的政绩，于是何异被迁国子监主簿。迁国子监丞，与孝宗问对，孝宗说：“君臣一体，本不在於作表面文章，有什么见闻，在银台司驳正交还奏章。”擢监察御史。何异奏称这是宰相留正以前做的官，不敢供职，御札不许，于是就职。
迁右正言（中书省谏官）。时宋光宗疏于看望太上皇孝宗，何异上疏谏，无果，约了臺官联名，说奸人离间父子，当明正典刑，措辞极严峻，又无果。何异请求外放，被授湖南转运判官，偶尔代理主帅事务。辰蛮侵扰邵阳，何异募山丁逮捕首乱者，瑶族起义军首领蒲来矢以众来降。不久为浙西提点刑狱。召为太常少卿，改秘书监兼实录院检讨官，权礼部侍郎、太常寺。
太庙长出芝草，韩侂胄率百官观看，何异说其色白，担忧产生兵妖，韩侂胄不悦。宋宁宗庆元二年（1196年），知绵州王沇上疏请置伪学之籍，何异被列入“伪学逆党”之中。因先前获罪被贬的主管玉局观刘光祖与何异交往密切，言官就弹劾何异身为谏官时不弹劾宰相留正并接受刚被罢相的赵汝愚推荐，使得何异被罢官，久后才被授予祠禄官。何异后被起用知夔州兼本路安抚。何异因夔州地方狭窄、粮食少，与转运司买米储存，设立循环使用的通济仓。嘉泰三年（1203年）七月丙戌日（8月28日），西北方有星拖着白光坠落地上，其声如雷，何异说：“戌日酉时，火土交会，而妖星从东南冲向西北方，化为天狗，蜀地将要有兵事了吗？”请求为祠禄官，以宝谟阁待制被任为提举太平兴国宫。四年后，蜀地果然发生吴曦叛乱。开禧二年（1206年），何异被起用知潭州，多次请求赋闲任祠禄官。
嘉定元年（1208年），召为刑部侍郎。五个月不下雨，何异上封事说：“最近号令有些从宫内发出，而执政不能参与了解其事，台谏不能彻底发表他们的言论。陛下同情饥民，救治病人、安葬死人，远方荒山僻岭，怎能得到实惠？与其多方面平衡币值，不如减少印制纸币；与其使米的交易渠道畅通，不如稍微放宽关市的征税。”次年，权工部尚书。告老，上章说：“亲近的大臣请求离任，似乎成了虚套，朝廷内外相看，当成是礼节，不能用它来鼓励风俗廉耻。”以宝章阁直学士知泉州，朝廷允许他的请求授以祠禄官，进宝章阁学士，转升一级官阶致仕。卒年八十一。

## 作品
何异自视甚高，有诗名，有诗《安源院》《大华山》《浮石山庄》等，所著《月湖诗集》行世。另著有《中兴百官题名》五十卷，《月湖信笔》三卷、《宋中兴三公年表》。生平俸禄多用于买山、购书，建有“浮石山庄”、“麻姑山房”以藏书。

## 评价
- 《宋史》论：何异笃实（忠诚老实）君子，而切谏光宗朝重华宫（宋孝宗禅位后的居所）。[1]

## 延伸阅读
[在维基数据编辑]
 《宋史·卷401》，出自脱脱《宋史》